# Проект BEPS
Проект BEPS или План BEPS — план действий, решение о разработке которого было принято на саммите G20 2012 года и представленный на следующем саммите. К саммиту 2015 года были согласованы 15 мер, исполнение которых призвано помогать странам их исполняющим бороться с BEPS:
1. Решение налоговых проблем и особенности налогообложения в эпоху «цифровой экономики»
2. Нейтрализация т. н. «гибридных схем»
3. Повышение эффективности правил о Контролируемых Иностранных Компаниях (правил КИК)
4. Борьба с размыванием базы налогообложения через выплату процентов и других финансовых транзакций
5. Общее противодействие «недобросовестной налоговой практике», принимая во внимание вопросы прозрачности и реального экономического содержания компаний
6. Предотвращение злоупотреблений положениями договоров об устранении двойного налогообложения
7. Предотвращение применения схем искусственного избежания статуса «постоянного представительства»
8. Разработка правил трансфертного ценообразования в части нематериальных активов
9. Разработка правил трансфертного ценообразования в части рисков и капитала
10. Разработка правил трансфертного ценообразования в части других транзакций с высоким риском
11. Разработка методов сбора и анализа информации в отношении размывания налоговой базы и вывода доходов из-под налогообложения.
12. Внедрение правил, требующих раскрывать «приёмы агрессивного налогового планирования»
13. Оптимизация требований в отношении документирования трансфертного ценообразования и «пострановой отчетности»
14. Разработка и повышение эффективности механизмов решения споров между странами по налоговым вопросам
15. Разработка всеобъемлющей многосторонней конвенции по вопросам международного налогообложения в целях модификации существующих налоговых договоров между странами.

Меры под номерами 5, 6, 13, 14 обязательны для исполнения участниками проекта BEPS.